# Canyizar de l'Olivar
Canyizar de l'Olivar (aragonès) és un municipi d'Aragó a la província de Terol i enquadrat a la comarca de la Conques Mineres.
| 1991 |  | 1996 |  | 2001 |  | 2004 |
| ---- |  | ---- |  | ---- |  | ---- |
| 156  |  | 129  |  | 116  |  | 113  |